# Долина споменика
Долина споменика (Навахо: Tsé Biiʼ Ndzisgaii - долина стена) је предео платоа Колорадо чије су најзначајније одлике велике стене од којих највиша достиже висину од 300 m изнад површине долине. Налази се на северној граници Аризоне са јужном Јутом (координате 36° 59′ N 110° 6′ W / 36.983° С; 110.100° З).

## Галерија
- Источна и западна „рукавица“
- Поглед са тачке Џон Форд
- Северни пролаз
- Северни пролаз
- Тотем
- Палац
- Три сестре
- Ентеријер „мушке“ Навахо колибе, пећ је направљена од металног бурета